# فرما (دهانه)
فرما یک دهانه برخوردی در ماه‌ است.

## دهانه‌های اقماری
این دهانه ۹ دهانه اقماری دارد.
| Fermat | عرض جغرافیایی | طول جغرافیایی | قطر          |
| ------ | ------------- | ------------- | ------------ |
| A      | ۲۱.۸° S       | ۱۹.۶° E       | ۱۷.۰ کیلومتر |
| C      | ۲۱.۰° S       | ۱۸.۵° E       | ۱۴.۰ کیلومتر |
| B      | ۲۳.۰° S       | ۲۱.۱° E       | ۱۱.۰ کیلومتر |
| E      | ۱۹.۹° S       | ۱۹.۹° E       | ۷.۰ کیلومتر  |
| D      | ۲۰.۱° S       | ۱۸.۰° E       | ۱۳.۰ کیلومتر |
| G      | ۱۹.۴° S       | ۲۰.۰° E       | ۷.۰ کیلومتر  |
| F      | ۲۲.۱° S       | ۲۰.۲° E       | ۵.۰ کیلومتر  |
| H      | ۲۳.۱° S       | ۲۰.۷° E       | ۵.۰ کیلومتر  |
| P      | ۲۳.۶° S       | ۱۹.۳° E       | ۳۷.۰ کیلومتر |